# Рястка зонтична
Рястка парасолькова, рястка зонтична (Ornithogalum umbellatum) — рослина родини холодкові — Asparagaceae.

## Назва
Через форму квітів поширені такі назви як літня сніжинка, квітка-зірка. піренейська вифлеємська зірка. Також зустрічаються назви трав'яна лілія, літній підсніжник.

## Будова
Невелика багаторічна трав'яниста рослина з цибулиною. Має 4—6 прикореневих листків вузьколінійної форми. Листки сріблясті, з білою смужкою посередині. Суцвіття — щиток із білих, досить великих квіток. Пелюсток і тичинок у квітці по 6.

## Життєвий цикл
Цвіте у травні. Після цвітіння утворюється плід — коробочка. Цибулина щороку збільшується у 2 рази і продукує відростки-цибулинки.

## Поширення та середовище існування
Поширена у Євразії, на Середньому Сході та у Північній Африці. Зустрічається у світлих лісах і на схилах. 

## Практичне використання
Культивується. Вимагає перепадів температур і не виживає у місцях, де постійно тепло. Інколи дичавіє.